# یواس‌اس شوشونی (ای‌کی‌ای-۶۵)
یواس‌اس شوشونی (ای‌کی‌ای-۶۵) (به انگلیسی: USS Shoshone (AKA-65)) یک کشتی بود که طول آن ۴۵۹ فوت ۲ اینچ (۱۳۹٫۹۵ متر) بود. این کشتی در سال ۱۹۴۴ ساخته شد.